# Puthen pana

Puthen Pana (en français : Vie du Christ) est un poème lyrique en langue malayâli écrit par le missionnaire jésuite allemand Johann Ernst Hanxleden, connu sous le nom d'Arnos Pathiri au Kerala (Inde). Composé entre 1721 et 1732 il relate de manière lyrique la vie de Jésus-Christ. C’est un des poèmes les plus connus et les plus lus de la littérature malayâli. Adoptée par la liturgie des Églises orientales du Kerala il est récité chaque jour du triduum de préparation à la fête de Pâques.

## Contenu
Le poème lyrique comprend 14 chapitres avec un total de 2454 vers. 
- Dans le premier l’auteur informe qu’il a composé ce poème à la demande de l’archevêque de Cranganore, Mgr Antonio Pimentel (1676-1752).
- Deuxième : la chute de l’humanité
- Quatrième : l’Annonciation à la Vierge Marie
- Cinquième : la Nativité de Notre Seigneur
- Septième : le Sermon sur la montagne
- Huitième et Neuvième : des épisodes de la vie de Jésus
- Dixième : La dernière scène
- Onzième : Procès et Crucifixion
- Douzième : Lamentation de la Vierge Marie au pied de la Croix
- Treizième : La Résurrection
- Quatorzième : L’Ascension

Les couplets les plus populaires sont les ‘lamentations de la Vierge Marie au pied de la Croix’ (12ème chapitre). L’ensemble fut mis en musique et le chant dévotionnel est intégré à la liturgie de la Semaine sainte des Chrétiens de rite oriental au Kerala. 